# Muscidifurax uniraptor
Muscidifurax uniraptor är en stekelart som beskrevs av Marcos Kogan och Legner 1970. Muscidifurax uniraptor ingår i släktet Muscidifurax och familjen puppglanssteklar.
Artens utbredningsområde är:
- Puerto Rico.
- Barbados.

Inga underarter finns listade i Catalogue of Life.